# De vita beata
De vita beata (Nederlands: Over het gelukkige leven) is een geschrift uit de Dialogi van Lucius Annaeus Seneca. Hij schreef het werk toen hij aan de macht was omstreeks het jaar 58 en richtte het aan zijn broer Gallius. De stoïcijnse filosoof betoogt dat het ware geluk niet te vinden is in rijkdom, macht of vermaak, maar in een moreel integer leven volgens de natuur. Een dergelijk leven is ook bereikbaar voor wie (zoals hijzelf) rijk is, want comfort is te verkiezen zolang men er niet afhankelijk van wordt. 

## Nederlandse vertalingen
- Seneca. Het gelukkige leven, ingeleid, vertaald en geannoteerd door Ivo Gay, 1979. ISBN 9029396776
- Seneca. Vragen en antwoorden, vert. Cornelis Verhoeven, 1983. ISBN 9789026305771
- Seneca. Dialogen, vert. Tjitte H. Janssen, 1996. ISBN 9789053522509
- Seneca. Het ware geluk, vert. Vincent Hunink, 2013. ISBN 9789025301521